# Cyclodecanol
Cyclodecanol ist eine chemische Verbindung aus der Gruppe der Cycloalkanole.

## Gewinnung und Darstellung
Cyclodecanol kann durch Oxidation von Cyclodecan gewonnen werden.

## Eigenschaften
Cyclodecanol ist ein farbloser Feststoff. Er besitzt eine monokline Kristallstruktur mit der Raumgruppe P21/n (Raumgruppen-Nr. 14, Stellung 2).

## Verwendung
Cyclodecanol kann zur Herstellung anderer chemischer Verbindungen wie Cyclodecen oder Cyclodecanon verwendet werden.